# Detroit Falcons (baloncesto)

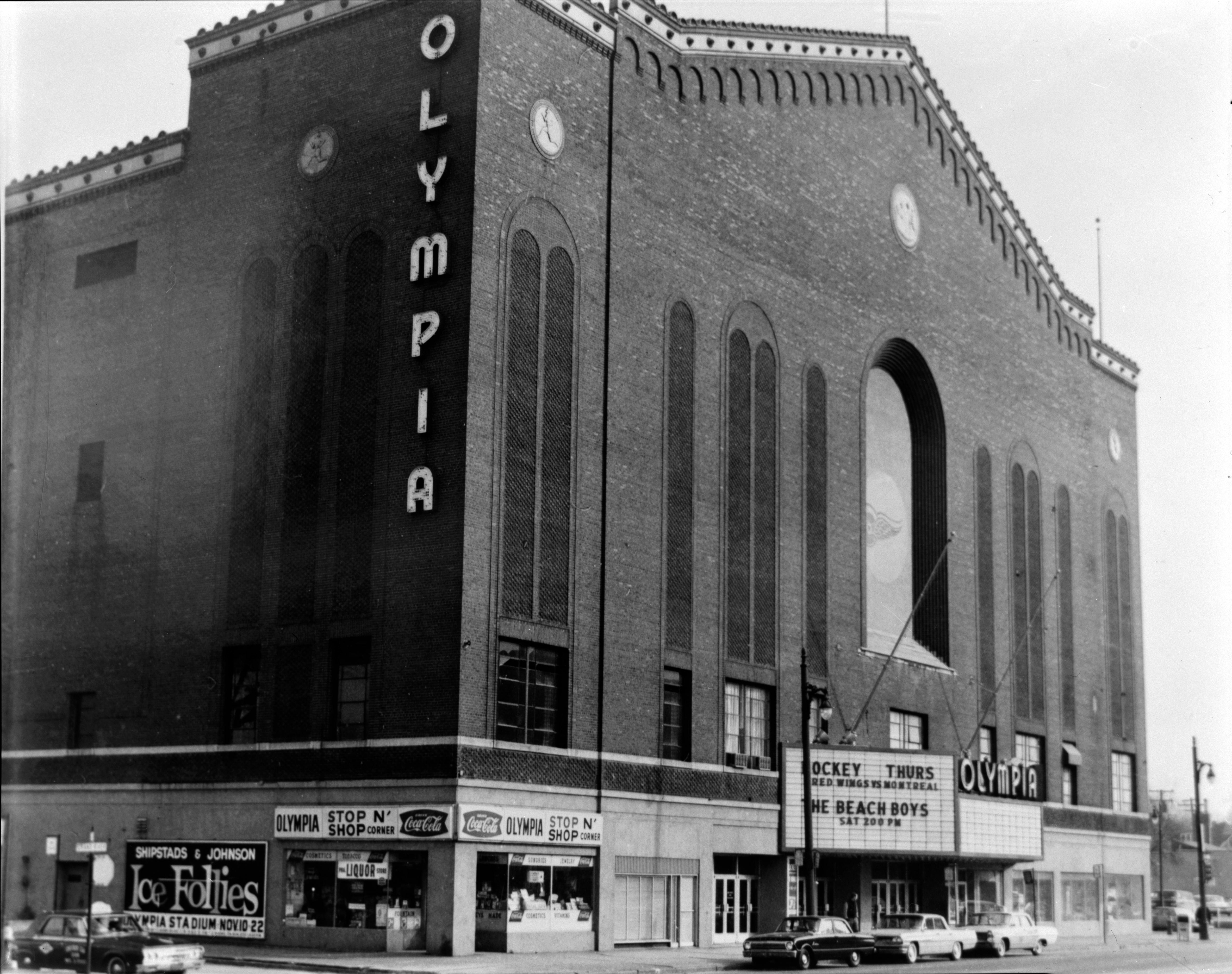
Olympia Arena en la ciudad de Detroit.

Los Detroit Falcons fueron un equipo de la BAA, antecesora de la NBA, que tenían su sede en Detroit, Míchigan.

## Historia
Los Falcons jugaron únicamente en la temporada inaugural de la BAA, acabando en la cuarta posición de la Conferencia Oeste, con un balance de 20 victorias y 40 derrotas, a más de 18 partidos de la primera posición. El ala-pívot Stan Miasek fue la estrella del equipo, al anotar 895 puntos (14,9 por partido), consiguiendo ser elegido en el Mejor Quinteto de la BAA.

## Trayectoria
Nota: G: Partidos ganados P:Partidos perdidos %:porcentaje de victorias
| Temporada | G  | P  | %    | Playoffs        |
| --------- | -- | -- | ---- | --------------- |
| 1946–47   | 20 | 40 | .333 | No clasificaron |

## Entrenadores
- Glenn Curtis (12–22)
- Philip Sachs (8–18)